# Ceratinopsis nitida
Ceratinopsis nitida là một loài nhện trong họ Linyphiidae.
Loài này thuộc chi Ceratinopsis. Ceratinopsis nitida được Herman Theodor Holm miêu tả năm 1964.